# Northern Bahr el Ghazal

Delstatens läge i Sydsudan.

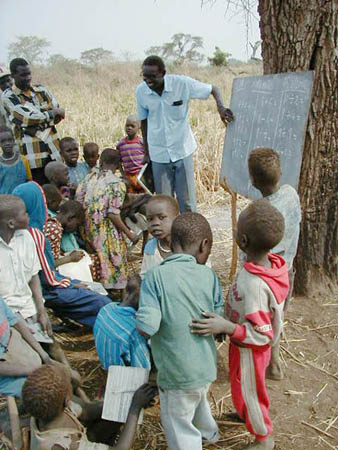
Utomhusbyskola i Northern Bahr el Ghazal.

Northern Bahr el Ghazal (arabiska: شمال بحر الغزال, Shamal Bahr al-Ghazal) är en av Sydsudans 10 delstater. Väster och söder om Northern Bahr el Ghazal ligger delstaten Western Bahr el Ghazal och i öster ligger delstaten Warrap. 
I norr ligger Sudan med delstaten Södra Kordofan och det omstridda Abyei. Södra Kordofan med Abyei har "Special Administrative Status", eftersom det anses vara en del av både Kordofan och Northern Bahr el Ghazal, under "Protocol on the resolution of the Abyei conflict". Folkligt rådslag om Södra Kordofan med det omstridda Abyei tillhörighet skulle ha hållits innan Sydsudan deklarerade sin självständighet den 9 juli 2011. Att det "folkliga rådslaget" fortfarande väntar på ett avgörande beror på Södra Kordofans guvernör Ahmed Haroun. Han bestämde självsvåldigt att stoppa det "folkliga rådslaget" om delstaten skulle vara en del av Northern Bahr el Ghazal eller ej. 
Befolkningen uppgick till 720 898 invånare vid folkräkningen 2008 på en yta av 30 543 kvadratkilometer. Den administrativa huvudorten är Aweil. Paul Malong Awan är delstatens guvernör. 

## Administrativ indelning
Delstaten är indelad i fem län (county):
- Aweil Centre
- Aweil East
- Aweil North
- Aweil South
- Aweil West